# Chimarra antigua
Chimarra antigua là một loài Trichoptera trong họ Philopotamidae. Chúng phân bố ở miền Tân bắc.